# Liste von Kliniken für forensische Psychiatrie in Deutschland
Die Liste von Kliniken für forensische Psychiatrie in Deutschland umfasst forensische Kliniken und Kliniken mit forensischen Abteilungen oder forensischen Ambulanzen einschließlich Maßregelvollzug.

## Liste

### Baden-Württemberg
| Name                                                               | Ort              | Bemerkungen |
| ------------------------------------------------------------------ | ---------------- | ----------- |
| Zentrum für Psychiatrie Bad Schussenried                           | Bad Schussenried | [ 1 ]       |
| Zentrum für Psychiatrie Calw – Klinikum Nordschwarzwald            | Calw             | [ 2 ]       |
| Zentrum für Psychiatrie Emmendingen                                | Emmendingen      | [ 1 ]       |
| Zentrum für Psychiatrie Reichenau                                  | Reichenau        | [ 1 ]       |
| Sektion Forensische Psychiatrie des Universitätsklinikums Tübingen | Tübingen         | [ 3 ]       |
| Klinikum am Weissenhof                                             | Weinsberg        | [ 1 ]       |
| Zentrum für Psychiatrie Die Weissenau                              | Weißenau         | [ 1 ]       |
| Psychiatrisches Zentrum Nordbaden                                  | Wiesloch         | [ 1 ]       |
| Münsterklinik Zwiefalten                                           | Zwiefalten       | [ 4 ]       |

### Bayern
| Name                                                                                     | Ort                | Bemerkungen |
| ---------------------------------------------------------------------------------------- | ------------------ | ----------- |
| Bezirksklinikum Ansbach                                                                  | Ansbach            | [ 5 ]       |
| Bezirkskrankenhaus Bayreuth                                                              | Bayreuth           | [ 5 ]       |
| Forensische Klinik am Bezirksklinikum Mainkofen                                          | Deggendorf         | [ 5 ]       |
| Klinikum am Europakanal                                                                  | Erlangen           | [ 5 ]       |
| Bezirkskrankenhaus Günzburg                                                              | Günzburg           | [ 5 ]       |
| Bezirkskrankenhaus Kaufbeuren                                                            | Kaufbeuren         |             |
| Kbo-Isar-Amper-Klinikum                                                                  | Taufkirchen (Vils) | [ 6 ]       |
| Krankenhaus für Psychiatrie Lohr am Main                                                 | Lohr               | [ 5 ]       |
| Bezirksklinikum Regensburg                                                               | Regensburg         | [ 5 ]       |
| Bezirkskrankenhaus Straubing                                                             | Straubing          | [ 5 ]       |
| Krankenhaus für Psychiatrie, Psychotherapie und Psychosomatische Medizin Schloss Werneck | Werneck            | [ 5 ]       |
| kbo-Isar-Amper-Klinikum Region München                                                   | Haar bei München   | [ 7 ]       |
| kbo-Inn-Salzach-Klinikum                                                                 | Wasserburg         | [ 8 ]       |

### Berlin
| Name                                    | Ort    | Bemerkungen |
| --------------------------------------- | ------ | ----------- |
| Krankenhaus des Maßregelvollzugs Berlin | Berlin | [ 5 ]       |

### Brandenburg
| Name                               | Ort         | Bemerkungen |
| ---------------------------------- | ----------- | ----------- |
| Asklepios Fachklinikum Brandenburg | Brandenburg | [ 5 ]       |
| Martin Gropius Krankenhaus         | Eberswalde  | [ 5 ]       |

### Bremen
| Name                                                                      | Ort    | Bemerkungen |
| ------------------------------------------------------------------------- | ------ | ----------- |
| Klinikum Bremen-Ost Klinik für Forensische Psychiatrie und Psychotherapie | Bremen | [ 9 ]       |

### Hamburg
| Name                                                            | Ort     | Bemerkungen |
| --------------------------------------------------------------- | ------- | ----------- |
| Klinik für Forensische Psychiatrie der Klinik Nord – Ochsenzoll | Hamburg | [ 10 ]      |

### Hessen
| Name                                                | Ort             | Bemerkungen |
| --------------------------------------------------- | --------------- | ----------- |
| Vitos Klinik für forensische Psychiatrie Bad Emstal | Bad Emstal      | [ 5 ]       |
| Vitos Klinik für forensische Psychiatrie Eltville   | Eltville        | [ 5 ]       |
| Vitos Klinik für forensische Psychiatrie Gießen     | Gießen          |             |
| Vitos Klinik für forensische Psychiatrie Hadamar    | Hadamar         | [ 5 ]       |
| Vitos Klinik für forensische Psychiatrie Haina      | Haina (Kloster) | [ 5 ]       |
| Vitos Klinik Lahnhöhe                               | Marburg         | [ 5 ]       |
| Vitos Klinik für forensische Psychiatrie            | Riedstadt       |             |

### Mecklenburg-Vorpommern
| Name                                       | Ort         | Bemerkungen  |
| ------------------------------------------ | ----------- | ------------ |
| Klinik für Forensische Psychiatrie Rostock | Rostock     | [ 11 ] [ 5 ] |
| Krankenhaus West (Stralsund)               | Stralsund   | [ 5 ]        |
| AMEOS Klinikum für Forensische Psychiatrie | Ueckermünde | [ 5 ]        |

### Niedersachsen
| Name                                                  | Ort             | Bemerkungen |
| ----------------------------------------------------- | --------------- | ----------- |
| Karl-Jaspers-Klinik Wehnen                            | Bad Zwischenahn | [ 5 ]       |
| Asklepios Fachklinikum Göttingen                      | Göttingen       | [ 5 ]       |
| AMEOS Klinikum für Forensische Psychiatrie Hildesheim | Hildesheim      | [ 5 ]       |
| AWO Psychiatriezentrum Königslutter                   | Königslutter    | [ 5 ]       |
| Psychiatrische Klinik Lüneburg                        | Lüneburg        | [ 5 ]       |
| MRVZN Moringen                                        | Moringen        | [ 5 ]       |
| MRVZN Brauel                                          | Brauel          |             |
| MRVZN Bad Rehburg                                     | Bad Rehburg     |             |
| AMEOS Klinikum für Forensische Psychiatrie Osnabrück  | Osnabrück       | [ 5 ]       |
| Klinikum Region Hannover Wunstorf                     | Wunstorf        | [ 5 ]       |

### Nordrhein-Westfalen
| Name                                                     | Ort                    | Bemerkungen |
| -------------------------------------------------------- | ---------------------- | ----------- |
| LVR-Klinik Bedburg-Hau                                   | Bedburg-Hau            | [ 5 ]       |
| LWL-Klinik für Forensische Psychiatrie Dortmund          | Dortmund               | [ 5 ]       |
| NTZ Duisburg                                             | Duisburg               | [ 5 ]       |
| LVR-Klinik Düren                                         | Düren                  | [ 5 ]       |
| LVR-Klinik Essen                                         | Essen                  | [ 5 ]       |
| LWL-Klinik Herne                                         | Herne                  | [ 5 ]       |
| LVR-Klinik Köln                                          | Köln                   | [ 5 ]       |
| LVR-Klinik Langenfeld                                    | Langenfeld (Rheinland) | [ 5 ]       |
| LWL-Zentrum für Forensische Psychiatrie Lippstadt        | Lippstadt              | [ 5 ]       |
| LWL-Therapiezentrum für Forensische Psychiatrie Marsberg | Marsberg               | [ 5 ]       |
| Christophorus Klinik                                     | Münster                | [ 5 ]       |
| LWL-Maßregelvollzugsklinik Rheine                        | Rheine                 | [ 5 ]       |
| LWL-Maßregelvollzugsklinik Schloss Haldem                | Stemwede               | [ 5 ]       |
| LVR-Klinik Viersen                                       | Viersen                | [ 5 ]       |

geplant:
- Haltern am See
- Reichshof
- Lünen
- in Hörstel-Dreierwalde
- Wuppertal-Barmen

### Rheinland-Pfalz
| Name                                         | Ort            | Bemerkungen |
| -------------------------------------------- | -------------- | ----------- |
| Rheinhessen-Fachklinik Alzey                 | Alzey          | [ 5 ]       |
| Pfalzklinikum für Psychiatrie und Neurologie | Klingenmünster | [ 5 ]       |
| Klinik Nette-Gut für Forensische Psychiatrie | Weißenthurm    | [ 5 ]       |

### Saarland
| Name                                             | Ort    | Bemerkungen |
| ------------------------------------------------ | ------ | ----------- |
| Saarländische Klinik für Forensische Psychiatrie | Merzig | [ 13 ]      |

### Sachsen
| Name                                    | Ort             | Bemerkungen |
| --------------------------------------- | --------------- | ----------- |
| Sächsisches Krankenhaus Arnsdorf        | Arnsdorf        | [ 5 ]       |
| Sächsisches Krankenhaus Großschweidnitz | Großschweidnitz | [ 5 ]       |
| Klinikum St. Georg Leipzig              | Leipzig         | [ 5 ]       |
| Sächsisches Krankenhaus Rodewisch       | Rodewisch       | [ 5 ]       |
| Sächsisches Krankenhaus Altscherbitz    | Schkeuditz      | [ 5 ]       |

### Sachsen-Anhalt
| Name                                                      | Ort         | Bemerkungen |
| --------------------------------------------------------- | ----------- | ----------- |
| Landeskrankenhaus für Forensische Psychiatrie Bernburg    | Bernburg    | [ 5 ]       |
| Landeskrankenhaus für Forensische Psychiatrie Uchtspringe | Uchtspringe | [ 5 ]       |

### Schleswig-Holstein
| Name                                                                   | Ort                  | Bemerkungen |
| ---------------------------------------------------------------------- | -------------------- | ----------- |
| AMEOS Klinikum für Forensische Psychiatrie und Psychotherapie Neustadt | Neustadt in Holstein | [ 14 ]      |
| Klinik für Forensische Psychiatrie der Helios Fachklinik Schleswig     | Schleswig            | [ 15 ]      |

### Thüringen
| Name                                                          | Ort            | Bemerkungen |
| ------------------------------------------------------------- | -------------- | ----------- |
| Fachkrankenhaus für Psychiatrie und Neurologie Hildburghausen | Hildburghausen | [ 5 ]       |
| Ökumenisches Hainich Klinikum                                 | Mühlhausen     | [ 5 ]       |
| Asklepios Fachklinikum Stadtroda                              | Stadtroda      | [ 5 ]       |